# 天主教格尔利茨教区
天主教格尔利茨教區（拉丁語：Dioecesis Gorlicensis）是羅馬天主教以德國東部格爾利茨為中心的一個教區，屬柏林總教區。

## 現況

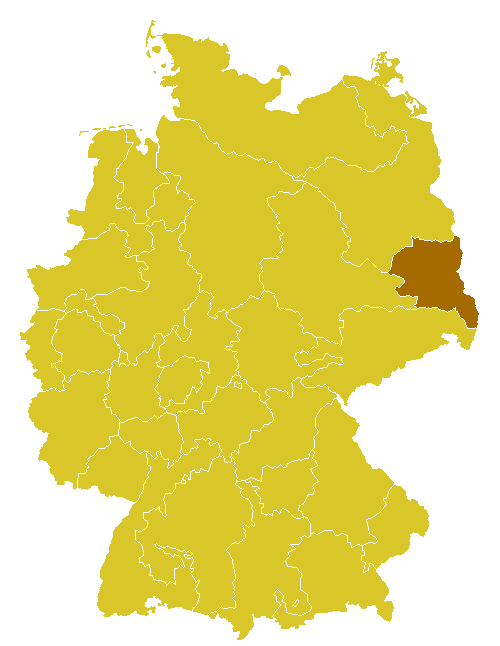
格爾利茨教區管轄範圍圖

2011年，有教友29,929人，佔轄區總人口3.9%、33個堂區、57名司鐸、5名執事、3名修士、71名修女。現任教區主教為沃爾夫岡·伊波爾特。

## 歷史
原來是弗羅茨瓦夫總教區的一部份，1972年6月28日設宗座署理區。1994年6月27日升為教區。